# Savage Seas
Savage Seas — второй альбом австралийской металкор-группы Feed Her to the Sharks. Этот альбом, как и The Beauty of Falling, был создан и распространялся на средства участников.
10 марта 2013 года вышел сингл «Memory Of You». На песню было снято лирик-видео. 29 апреля вышел второй сингл — «Buried Alive», на него также было снято лирик-видео.

## Список композиций
1. Savage Seas — 03:35
2. Memory of You — 04:44
3. Sink or Swim — 04:20
4. Fuck Melbourne — 03:39
5. Shore of Loneliness — 04:02
6. Buried Alive — 03:36
7. Take Me Back — 03:46
8. Save Yourself — 03:31
9. Death’s Design — 04:23